# Myrtella bennigseniana
Myrtella bennigseniana är en myrtenväxtart som först beskrevs av Georg Ludwig August Volkens, och fick sitt nu gällande namn av Friedrich Ludwig Diels. Myrtella bennigseniana ingår i släktet Myrtella och familjen myrtenväxter. Inga underarter finns listade i Catalogue of Life.